# Axel Banér (1661–1742)
Axel Banér, född 16 december 1661, död 29 juli 1742, var en svensk greve och ämbetsman. Han var bror till Johan Banér och gift med Katarina Ebba Horn af Åminne.
Banér var hovjunkare vid Hedvig Eleonoras hov och blev kammarherre där 1692. Han kom tidigt i ynnest hos Ulrika Eleonora, något som bevarade brev till drottningen från honom visar. 1703 var han påtänkt som svensk minister i Berlin, men hans oerfarenhet inom diplomatin gjorde att han inte valdes. I stället blev han först 1710 landshövding i Kronobergs län. Banér deltog i utskottsmötet 1710 och riksdagen 1713 och var under den senare ledamot av sekreta utskottet och bankoutskottet. 1710 stödde han en förmögenhetsbeskattning men motsatte sig samtidigt en beskattning av fast egendom. 1718 blev han landshövding i Stockholms län. 
Omedelbart efter Ulrika Eleonoras tronbestigning inkallades han i rådet som riks- och kansliråd. Som sådan var det han som tillsammans med Erik Sparre af Sundby föreslog Pehr Lennartsson Ribbing till lantmarskalk. Han var ensam bland riksråden att försvara Ulrika Eleonoras arvsrätt till krona, men ställde sig bakom sina kolleger när det gällde att upprätthålla de konstitutionella formerna, särskilt kanslikollegiets inflytande på utrikespolitiken. 1720 anslöt sig Banér nära till Arvid Horn. Detta gjord att han blev den som behöll posten som rikskansliråd då antalet riksråd i kanslikollegiet genom 1720 års regeringsform inskränktes till en förutom presidenten. Han erhöll även plats i den sekreta kommission som 1723 inrättades för att handlägga de hemligaste diplomatiska ärendena. Banér var ingen driven politiker och höll sig utanför mycket maktkampen. Som nära anhängare till Horn och en skarp motståndare till Holsteinska partiet kom han dock under 1720-talet att spela en betydande politisk roll. 1725 var han den ende som jämte Horn röstade mot Josias Cederhielms av holsteinska partiet initierade beskickning till Sankt Petersburg. Som kommissarie deltog han i förhandlingarna om Sveriges anslutning till den hannoverska alliansen och ställde sig i omröstningen helt på Horns sida. Genom sitt egentliga ointresse för maktspelet kom han trots sina insatser för att föra Horn till makten inte att få någon ledande ställning under dennes styre. Åberopande sig på sin egen och Banérs höga ålder genomdrev Horn att Joachim von Düben den äldre som dittills varit hans högra hand i kansliet, genom särskild dispens fick stanna kvar, även sedan han 1727 blivit riksråd. Sedan von Düben avlidit 1730 lämnade Banér följande vår posten som rikskansliråd åt Gustav Bonde, i vilken Horn hoppades hitta en ny stöttepelare.
Att han trätt tillbaka från de viktigare ämbetena var troligen orsaken till att han i samband med partivälvningen 1738-39 fick behålla sitt riksrådsämbete. Officiellt sades att han felat mindre än de övriga, då han inte deltagit i handläggningen av den förnyade alliansen med Ryssland. Hans politiska inflytande var dock nu helt borta. I de avgörande ögonblocket inför kriget, som beslutet om trupptransporter till Finland 1739 ställde sig Banér högst tveksam. Även om han uttryckte sin ståndpunkt drev han den dock inte.
Axel Banér upphöjdes 17 april 1719 till grevligt stånd, men tog aldrig introduktion.